# Клонідин
Клонідин (англ. Clonidine, лат. Clonidinum) — 2-(2,6-Діхлорфеніламіно-імідазоліну гідрохлорид) ; — лікарський препарат групи агоністів альфа-2-адренергійних рецепторів та центральних імідазольних рецепторів, який в основному застосовується при лікуванні артеріальної гіпертензії та гіпертензивного кризу.
Синоніми: аркамин, аруклонін, атензина, гемітон, діксарит, катапін, катапрес, катапрезан, клонідин гідрохлорид, чіанда, хлофазолін, клофелін, клофеніл.
Клонідин - це білий кристалічний порошок. Добре розчиняється у воді та важко у спирті. Препарат був запатентований у 1961 році. Став використовуватися в медицині та біомедичних дослідженнях у 1966 році. Випускається у вигляді дженерика. У 2018 році це було 75-е місце серед найбільш часто призначених ліків у Сполучених Штатах: було виписано понад 11 мільйонів рецептів.

## Фармакологія

### Механізм дії
Клонідин добре проникає через гематоенцефалічний бар'єр. В якості альфа-адренергійного агоніста в ядрі одинокого шляху (лат. nucleus tractus solitarii; NTS) клонідин стимулює депресорну зону Лешке, що в свою чергу починає пригнічувати пресорну зону Шлефке в судиноруховому центрі. Клонідин надає альфа-антагоністичну дію на задній гіпоталамус і довгастий мозок. Кінцевою відповіддю є зниження симпатичної передачі з центральної нервової системи (ЦНС), що клінічно викликає зниження артеріального тиску.
Клонідин також діє як агоніст імідазолін-1-рецепторів у мозку, і передбачається, що цей ефект може сприяти зниженню артеріального тиску за рахунок зменшення передачі сигналів у симпатичній нервовій системі.
Одна з теорій про механізм дії клонідину при лікуванні болю в ЦНС полягає в тому, що основні больові сигнали виникають у задніх рогах спинного мозку і направляються у вищі центри ЦНС. Відбувається вивільнення норадреналіну гальмівними нейронами низхідного бульбоспінального шляху. Катехоламін зв'язується з альфа-2-адренорецепторами задніх рогів, аби зменшити аферентну передачу болю й викликати знеболювання. Тому такі препарати, як клонідин, що націлені на альфа-2-адренорецептори, можуть впливати на передачу болю.
Епідуральний клонідин, який використовується як доповнення до місцевих анестетиків, володіє трьома різними механізмами дії:
1. стимуляція альфа-2-рецепторів задніх рогів спинного мозку зменшує передачу болю;
2. клонідин може викликати локальну вазоконстрикцію, яка обмежує судинне переміщення місцевих анестетиків;
3. клонідин посилює дію нейроаксіальних опіоїдів і в поєднанні з фентанілом адитивно знижує дозу кожного компонента на 60% для післяопераційної аналгезії.

Точний механізм дії клонідину при лікуванні синдрому дефіциту уваги з гіперактивністю (СДУГ) досі не вивчений, однак, припускають, що препарат за рахунок агонізму альфа-2А-підтипу адренергійних рецепторів пресинаптичної мембрани префронтальної кори пригнічує вивільнення норадреналіну в синамптичній щілині. Як наслідок, відбувається покращення концентрації уваги.

### Фармакокінетика
Фармакокінетика клонідину дозозалежна у діапазоні 0,075 - 0,3мг; лінійність фармакокінетики клонідину у дозах, що за межами цього діапазону, у повному обсязі не продемонстрована. При пероральному застосуванні клонідин повністю абсорбується із шлунково-кишкового тракту та піддається незначному пресистемному метаболізму. Максимальна концентрація у плазмі крові після прийому  досягається через 1-3 години. Зв’язок з білками плазми крові становить 30-40%. Клонідин швидко та широко розподіляється у тканинах та легко проникає через гематоенцефалічний та плацентарний бар’єри. Клонідин проникає у грудне молоко людини. Тим не менше, немає достатньої інформації щодо впливу на новонароджених.
Період напіввиведення становить від 5 до 24 годин, при порушенні функції нирок може сягати 41 години. Близько 70% введеної дози елімінується з сечею головним чином у вигляді незміненого клонідину (40-60% введеної дози). Приблизно 20% введеної дози виводиться з калом. Головний метаболіт – п-гідроксиклонідин – є фармакологічно неактивним. Точні дані щодо впливу прийому їжі або расової приналежності на фармакокінетичні параметри клонідину відсутні. Гіпотензивний ефект досягається при концентрації клонідину у плазмі крові від 0,2 до 2,0 нг/мл у пацієнтів з нормальною функцією нирок. Гіпотензивний ефект послаблюється або зменшується при концентраціях у плазмі крові від 2,0 нг/мл.

## Медичне використання

### Показання
Для системного застосування клонідин використовується для лікування:
- артеріальної гіпертензії (у т.ч. симптоматичної гіпертензії ниркового генезу). Препарат уповільнює частоту пульсу й знижує концентрацію реніну, альдостерону та інших катехоламінів у сироватці крові;
- гіпертензивного кризу;
- для полегшення симптомів відміни наркотиків, пов'язаних з різким припиненням тривалого вживання опіоїдів, алкоголю, бензодіазепінів і нікотину.

Для місцевого застосування:
- в офтальмології - відкритокутова глаукома (в якості монотерапії або в поєднанні з іншими препаратами, що знижують внутрішньоочний тиск);
- синдрому дефіциту уваги та гіперактивності. Препарат може поліпшити симптоми у деяких людей, однак разом с тим викликає безліч побічних ефектів.

Також лікарі можуть призначити клонідин не при епізодичному безсонні, синдромі неспокійних ніг і тривозі.

### Протипоказаня
Клонідин не можна приймати людям з наступними відхиленнями: підвищена індивідуальна чутливість до препарату або до будь-якого з допоміжних компонентів; артеріальна гіпотензія, кардіогенний шок, порушення атріовентрикулярної провідності (AV-блокада II і III ступеня), виражена брадикардія, синдром слабкості синусного вузла, тяжка ішемічна хвороба серця, порушення мозкового кровообігу, виражений атеросклероз судин головного мозку, тяжкі порушення периферичного кровообігу, облітеруючі захворювання периферичних артерій (у т.ч. синдром Рейно), депресивні стани (в т.ч. амнезія), одночасне застосування трициклічних антидепресантів, виражені порушення функції нирок, прийом алкоголю; дитячий вік до 18 років.

## Побічні ефекти
Основними побічними ефектами клонідину є седативний ефект, сухість у роті та гіпотензія (низький кров'яний тиск).
За частотою виявлення
Дуже часто (частота >10%)
| - Запаморочення - Ортостатична гіпотензія - Сонливість (дозозалежно) |  | - Сухість у роті - Головний біль (дозозалежно) - Втома |  | - Шкірні реакції (при трансдермальному веддені) - Гіпотонія |

Часто (частота 1-10%)
| - Тривожність - Закрепи - Седативний ефект (дозозалежно) |  | - Нудота/блювота - Дисфорія - Аномальні LFT |  | - Висипання - Підвищення/втрата ваги - Біль під вухом (від слинної залози) |  | - Еректильна дисфункція |

Нечасто (частота 0,1-1%)
| - Маячення - Галюцинації |  | - Нічні кошмари - Парестезія |  | - Синусова брадикардія - Синдром Рейно |  | - Свербіж - Кропив'янка |

Рідко (частота <0,1%)
| - Гінекомастія - Порушення здатності плакати |  | - Атріовентрикулярна блокада - Сухість у носі |  | - Псевдообструкція товстої кишки - Алопеція |  | - Гіперглікемія |

### Припинення прийому
Оскільки клонідин пригнічує симпатичну передачу, котра призводить до зниження артеріального тиску, раптове припинення прийому може призвести до гострої гіпертензії через відновлення симпатичного відтоку. У крайніх випадках це може привести до гіпертонічного кризу, що вимагає невідкладної медичної допомоги. Припинення терапії клонідину зазвичай слід поступово знижувати, щоб уникнути повторних ефектів. Лікування гіпертензії, спричиненої відміною клонідину, залежить від тяжкості стану. Повторне введення клонідину в легких випадках, альфа- і бета-блокаторів в більш невідкладних ситуаціях. Бета-блокатори ніколи не слід використовувати окремо для лікування синдрому відміни клонідину, оскільки буде продовжуватись альфа-вазоконстрикція.

## Застосування в криміналістиці
У 1980 — 1990-х роках очні краплі (за рахунок високої концентрації речовини) застосовувались у кримінальних цілях із снодійною метою. Зокрема були випадки використання клонідину повіями стосовно клієнтів (виник спеціальний термін «клофелінниці»), клієнтів щодо повій, різноманітні грабіжники (у поїздах, люди, що видають себе за таксистів). Періодично траплялись смертельні випадки. На даний момент у зв'язку з суворішим обігом даної форми випуску (на даний момент в Україні не зареєстрована взагалі) частота отруєння суттєво зменшилась. У таблетованій та ін'єкційній формі дозування значно менше.